# Hippopsis pubiventris
Hippopsis pubiventris es una especie de escarabajo longicornio del género Hippopsis, tribu Agapanthiini, subfamilia Lamiinae. Fue descrita científicamente por Galileo y Martins en 1988.

## Descripción
Mide 13,1-14,9 milímetros de longitud.

## Distribución
Se distribuye por Bolivia, Brasil y Perú.